# Ненсі Кресс
Не́нсі Енн Кресс (англ. Nancy Kress), до шлюбу Конінгісор (англ. Koningisor)) — американська письменниця-фантастка, багаторазова лауреатка найпрестижніших премій «Неб'юла» та «Г'юґо».
Знаменитість Кресс принесла повість «Жебраки в Іспанії», яка в 1991 році виграла премію «Неб'юла» за найкращу повість, і яку Кресс згодом розширила до роману. Вона отримала премію «Неб'юла» за найкращу повість 2013 року за «До падіння, після падіння, під час падіння» та 2015 року за «Вчорашню рідню».
Кресс зазвичай пише технічно реалістичну тверду наукову фантастику, часто дія відбувається в недалекому майбутньому. В її творах часто фігурує генна інженерія і, дещо менше, штучний інтелект. З оповідання в оповідання переходять чимало технологій, зокрема слово генмод вживається у значенні генна інженерія, а пінокаст позначає легкий, але міцний будівельний матеріал. Вона старанно досліджує матеріал, щоб помістити його в сферу можливого, але, як зазначила в інтерв'ю журналу «Локус», «[мій чоловік] говорить наукова фантастика, а я — наукова фантастика».

## Літературна діяльність
Кресс схильна писати важку наукову фантастику або технічно реалістичні історії, які часто розгортаються в досить близькому майбутньому. Її художня література часто включає генну інженерію і, в меншій мірі, штучний інтелект. Є багато винайдених технологій, спільних між її історіями, зокрема «genemod», що стосується генної інженерії, і «foamcast», легкий і міцний будівельний матеріал, який з’являється в багатьох її романах і оповіданнях.
Проводячи широкі дослідження, вона тримає свої теми в межах можливостей; однак, як Кресс пояснила для одного з інтерв’юерів Locus, стосовно її партнера та колеги-письменника-фантаста, «Шеффілд виголошує це науковою фантастикою, а я вимовляю це науковою фантастикою». Кресс також любить балет і написала про нього історії.